# Allophylus abyssinicus
Allophylus abyssinicus är en kinesträdsväxtart som först beskrevs av Ferdinand von Hochstetter, och fick sitt nu gällande namn av Radk.. Allophylus abyssinicus ingår i släktet Allophylus och familjen kinesträdsväxter. Inga underarter finns listade i Catalogue of Life.